# انیس (روزنامه)
انیس یکی از قدیمی‌ترین روزنامه‌های چاپی در افغانستان می‌باشد. این روزنامه برای نخستین بار در ۱۵ ثور ۱۳۰۶ یکمین نسخهٔ خود را به دست محی‌الدین انیس در شهر کابل افغانستان منتشر کرد. این روزنامه در حال حاضر زیر مدیریت دولتی وزارت اطلاعات و فرهنگ افغانستان نشر می‌شود. هشتاد درصد از تمام این روزنامه به فارسی بوده و مابقی به پشتو نوشته می‌شود. گسترهٔ نشریاتی این روزنامه فقط در کابل بوده و هر از گاهی به شهرهای بزرگ افغانستان نیز فرستاده می‌شود؛ این روزنامه با شمارگان پنج هزار در روز در چاپ‌خانهٔ آزادی کابل چاپ می‌شود.

## زندگی‌نامهٔ غلام محی‌الدین انیس
خانوادهٔ غلام محی‌الدین انیس از منطقهٔ مقر ولایت تاریخی غزنی منسوب به قوم جمال‌خیل می‌باشد. جد وی بنابر پاره‌ای عوامل به ترک وطن مجبور و به مصر رفت و این مقارن به فرمانروایی شاه مستبد و مطلق‌العنان امیر عبدالرحمن خان بود که خانواده‌ها و شخصیت‌های زیادی را به بهانه‌های مختلف از وطن بیرون کرد و بنام فرار و تبعید از خانه بی‌خانه ساخت. از جملهٔ همین اشخاص جد محی‌الدین انیس که طبیب چشم بود و بعد فرزندش غلام نقشبند (پدر محی‌الدین) راه پدر را دنبال نمود و به شغل او اشتغال ورزید.
غلام محی‌الدین انیس در کشور مصر نشو و نما یافته‌است. به تشویق محمد اسمعیل مشهور به افندی که در آن وقت از طرف افغانستان برای خریدن ماشین‌های طباعتی به مصر رفته بود به افغانستان آمد و مدت دو سال در مدرسهٔ سعیدیهٔ هرات اقامت نمود.
انیس که به زبان عربی تسلط داشت هنگام اقامت در هرات به آموزش زبان و ادبیات فارسی‌دری پرداخت. وی که از همه بیشتر با سرور جویا محشور گردید و با او دوستی برقرار نمود، به توجهٔ جویا و فیاضی مدرس مدرسهٔ سعیدیهٔ خود را با زبان و ادبیات فارسی‌دری به سرعت پرمایه ساخت. انیس در هرات به تحریر و طبع کتاب «ندای کلبهٔ معارف یا حقوق ملت» که در واقع نخستین اثریست که در هرات چاپ شده‌است، توفیق یافت. این کتاب رمان‌گونه که به قول نویسنده پیش‌آهنگان ژورنالیزم به اتکای مجلهٔ «آواز» نخستین اثریست که در کشور طبع شده‌است.

## محل نشر و تیتراژ
مطبعهٔ انیس در کابل تیراژ شمارهٔ اول آن ۴۵ نسخه بود (کتاب سال انیس، ص ۳۲) از آن به بعد از ۱۰۰ تا ۵۰۰ نسخه بالا رفت و پس از شمارهٔ سوم به یکهزار شماره بلند رفته و یکی از پر فروش‌ترین و محبوب‌ترین روزنامه در تاریخ مطبوعات افغانستان به‌شمار می‌رود. تیراژ انیس در سال‌های بعد و دوره‌های دیگر به ده هزار و بیشتر از آن ارتقا نمود.

## قطع و نحوهٔ چاپ و زبان نشریه
قطع روزنامهٔ انیس در مدت پنج سال اول نشرات به اندازهٔ دو ۲۰/۲۸ سانتی‌متر در جهان الی دوازده صفحه شکل‌دهی شده بود. هر صفحه دارای دو ستون مطالب بود در سال ۱۳۱۱ ه‍.ش/۱۹۳۲م. قطع انیس به ۳۰/۴۰ سانتی‌متر تغییر نمود و صفحات آن میان ۸ تا ۴ صفحه گسترش یافت. در سال ۱۳۳۰ ه‍.ش/۱۹۵۱م. قطع روزنامهٔ انیس ۶۰/۸۰ سانتی‌متر بزرگ‌تر شد. جریدهٔ انیس در اوایل در مطبعهٔ رفیق چاپ می‌شد. زمانیکه بنیانگذار آن توانایی مالی بیشتری پیدا نمود در مطبعهٔ شخصی انیس به نشر می‌رسید.

## پیشینه
روزنامهٔ انیس در سال ۱۳۰۴ در هرات تأسیس گردیده، در سال ۱۳۰۶ در زمان شاه امان‌الله از هرات به کابل انقال گردید. منحیث یک جریدهٔ غیردولتی آغاز به‌کار نمود.
در دورهٔ سلطنت محمد نادرشاه، جریدهٔ انیس در سال ۱۳۱۳ ه‍.ش/۱۹۳۴م. نشریه یا روزنامهٔ دولتی شد و دولت وقت روزنامهٔ انیس را به عنوان بیانگر اهداف دولت اعلان نمود.
در دورهٔ محمد ظاهر شاه، جریدهٔ انیس به روزنامه ارتقا نموده و ارگان نشراتی دولت افغانستان شناخته شد. این روزنامه در مطبعهٔ دولتی کابل چاپ می‌گردید و به ۱۲ صفحه گسترش یافت. روزنامهٔ انیس در دورهٔ صدارت محمد موسی شفیق (قوس۱۳۵۲ ه‍.ش/۱۹۷۳م) با روزنامهٔ دومی و معتبر کشور (اصلاح) یکجا شده و «یک ادارهٔ روابط عامه در چوکات حکومت تأسیس گردید … این دو روزنامه به حیث روزنامهٔ بزرگ ملی مدغم شد که همزمان در همهٔ ولایات افغانستان توزیع می‌گردید» (۱۵)
«... مؤسسات نشراتی تحت ادارهٔ حکومت را به دستگاه‌های فارغ از مداخلت حکومت درآوردن، جز سیاست حکومت شفیق گردانیده و برای این کار اساسنامه‌های جدید برای مؤسسات نشراتی در حال تدوین قرار داده شد و ادغام روزنامه‌های اصلاح و انیس نخستین تجربه در این ساحه بود روزنامهٔ جدید بنام (اصلاح-انیس) مسمی گردید. نامگذاری این جریده یک مسئلهٔ اساسی بود زیرا پادشاه محمد ظاهر شاه نمی‌خواست نام (اصلاح) از بین برده شود. روزنامهٔ (اصلاح-انیس) دارای صفحات تیراژ و اعلانات زیادی شد برای بار اول در تاریخ کشور یک روزنامه هم‌زمان به همهٔ شهرهای عمدهٔ کشور توزیع گردید. حکومت (موسی شفیق) برای (اصلاح- انیس) آزادی‌های وسیع نشراتی داد … ولی کمونیست‌ها از این آزادی، برای اذیت حکومت یا کمک به داعیهٔ چپی‌ها استفادهٔ سوء نمودند و با درک این مطلب این روزنامه در یک چوکات سالم قرار گرفت تیراژ (اصلاح- انیس) از ۲٬۰۰۰ شماره به هشت هزار شماره ارتقا نمود …»(۱۶)
در دورهٔ زمامداری داوود (۱۳۵۳–۱۳۵۷ه‍.ش) روزنامهٔ انیس یکی از ارگان‌های معتبر نشراتی دولت درآمد و تیراژ آن به ده هزار شماره بلند رفت.
با کودتای هفت ثور در ۱۳۵۷ ه‍.ش روزنامهٔ انیس مدت چند ماهی از نشر بازماند ولی پسان‌تر باز هم به عنوان یک ارگان دولتی در پهلوی نشرات دولت قرار گرفت و اهداف این رژیم از طریق روزنامه‌های انیس نیز انعکاس پیدا می‌نمود. در دورهٔ ببرک کارمل روزنامهٔ انیس به حیث ارگان نشراتی جبههٔ ملی پدر وطن نامگذاری شده بود. روزنامهٔ انیس در دورهٔ زمامداری برهان‌الدین ربانی نیز مدتی دست‌خوش حوادث قرار گرفت و از نشر بازماند. یک سال بعد روزنامهٔ انیس دوباره احیا گردید، البته با تیراژ پایین‌تر در پهلوی نشرات دولتی آغاز به کار کرد.
با به قدرت رسیدن حرکت طالبان و تصرف کابل، انیس مانند دیگر نشرات مصادره شده و از نشر بازماند و اما از سال ۱۳۷۶ ه‍.ش/۱۹۹۸م. به بعد دوباره در تاریخ مطبوعات کشور را باز نمود.
در دورهٔ زمامداری موقت و حکومت انتخابی حامد کرزی، روزنامهٔ انیس منحیث یکی از ارگان‌های نشراتی در چوکات وزارت اطلاعات و فرهنگ فعال بود و تاکنون به نشرات خویش منحیث ارگان دولتی ادامه می‌دهد.
همچنان انیس به گونهٔ غیرمنظم و صرف چند شمارهٔ محدود از طرف عده‌ای از افغان‌ها در شهر کالیفرنیای آمریکا منصه چاپ پیدا نمود که مسوولیت نشر آن را دکتور اسدالله شعور و فریده انوری به عهده داشتند …. نوع نشریه و زبان نشریه: روزنامه (شش‌بار در هفته به نشر می‌رسد)، پشتو و فارسی‌دری. پایان کار نشریه تا هنوز ادامه دارد و یکی از معتبرترین و قدیمی‌ترین روزنامه‌های افغانستان است.
محتوی مطالب و محتوی انیس گسترده بود و ابعاد گوناگون دارد و از همان اوایل نشر روزنامهٔ انیس، در مشی سیاسی آن وسعت نظر موجود بود چنان‌که محی‌الدین انیس در اولین شمارهٔ روزنامه‌اش اهداف نشراتی خود را چنین بیان داشت:
«هدف اساسی انیس تهیه و نشر مطالب علمی، قانونی، و روحی و ادبی به عرض آگاهی عمومی مردم و مخصوصاً مأمورین بوده‌است.» (۱۷)
یکی از دلایلی که روزنامهٔ انیس توانست در میان جامعه راه باز نماید و تا هنوز در هیچ مقطع سیاسی بن و بست مواجه نگردیده‌است. بیان حقایق و نشر موضوعات متنوع به گونهٔ متعادل او است.
بنیانگذار و صاحب امتیاز محرر و طابع آن (مرحوم انیس) در سر مقاله همان شماره (اولین شماره) نوشت که: (انیس طفلک نوزادیست در عالم مطبوعات و می‌خواهد در اوقات فراغ ندیم، در ساعت‌های کار، تعاون، در امور مشکله مشاور، در حالت غم و اندوه: سمیر، و الحاصل در حیات فکری و عملی عموم، خاصهٔ فریق مأمورین، مونس و خدمتگار باشد)» (۱۸)
زیرا انیس موافق با اندیشه و خواست همگان توانسته‌است در اندیشه‌ها جا داشته باشد و یکی از دلایل بلند رفتن تیراژ این روزنامه هم همین مسئله بود.
روزنامهٔ انیس با آنکه در دوره‌های متفاوت سیاسی افغانستان در مطبوعات کشور جا دارد، اما در محدودهٔ سیاسی همان دوره به انتشار اخبار پرداخته‌است. وجه متمایز انیس و برتری‌اش نسبت به سایر نشرات در این است که این روزنامه را حتی زمامداران سیاسی در دورهٔ قدرت خویش منحیث یک روزنامه همه‌گیر و بدیل آزادی مطبوعات، به مردم پیشکش شده‌است.
روزنامهٔ انیس دورهٔ امان‌الله خان در رسانیدن اطلاع و پیام نقش مؤثری را بازی نموده و از آنجائیکه تعداد باسوادان کشور محدود بود. روزنامه پیام‌آور خوب برای ملت شمرده می‌شد. محتوی روزنامهٔ انیس در همان اوایل همچنان ترجمهٔ مطالب مفید و خواندنی اخبار و نشرات خارجی نیز بود.